# Joaquim Heliodoro da Cunha Rivara
Joaquim Heliodoro da Cunha Rivara (Arraiolos, 23 de Junho de 1809 — Évora, 20 de Fevereiro de 1879) foi um médico, professor, intelectual e político português. Destacou-se enquanto estudioso da história da presença portuguesa na Índia e como defensor da língua concani. Existe uma escola secundária com o seu nome em Arraiolos.

## Biografia
Joaquim Heliodoro da Cunha Rivara nasceu em Arraiolos, filho primogénito de António Francisco Rivara e Maria Isabel da Cunha Feio Castelo Branco. O pai era médico, de origem genovesa, e fora aluno da Casa Pia de Lisboa, enquanto a mãe era de origem espanhola.
Depois de estudos preparatórios em Évora, onde estudou línguas e humanidades, e de uma passagem pelos cursos de Matemática e de Filosofia da Universidade de Coimbra, onde se matriculou no ano de 1824, transferiu-se em 1827 para o curso de Medicina da mesma Universidade, no qual se formou no ano de 1836. Neste período teve de arrostar com a suspensão das aulas, resultado da Guerra Civil Portuguesa (1828-1834), o que atrasou a sua formatura.
Contudo, não se sentiu atraído pela prática clínica, pelo que optou por iniciar uma carreira administrativa no Governo Civil de Évora, no qual ingressou em 1837 como oficial administrativo da respectiva secretaria. Em Outubro desse mesmo ano foi nomeado professor de Filosofia Racional e Moral do Liceu de Évora, onde pode dar uso ao seu gosto pelo estudo das humanidades e pela bibliofilia.
Em 1838 foi nomeado pelo governo da rainha D. Maria II de Portugal para director da Biblioteca Pública de Évora, sendo o primeiro director da instituição nomeado pelo Estado e primeiro leigo a ocupar o cargo. Ao longo dos mais de 15 anos que exerceu o cargo, entre 1838 e 1855, distinguiu-se como bibliotecário e bibliófilo, tendo reorganizado a biblioteca e publicado o seu catálogo. Levou a cabo um trabalho assinalável naquela biblioteca, mais concretamente na sua reorganização. Conseguiu construir uma nova sala, com a capacidade para 8 000 livros, reparou totalmente o edifício, separou e fez integrar nela mais de 10 000 volumes de livrarias de conventos extintos, além de doar vários livros da sua própria biblioteca particular. Por falta de empregados, todos os volumes foram catalogados por si.
Naquelas funções coube-lhe a descoberta do Manifesto sumário para os que ignoram poder-se navegar pelo elemento do ar, de Bartolomeu Lourenço de Gusmão, publicado em 1849 pelo cónego Francisco Freire de Carvalho.
Paralelamente dedicou-se ao jornalismo, publicando em diversos periódicos, com destaque para O Panorama (1837-1868)  e a Revista Universal Lisbonense  (1841-1859).
Também se dedicou à tradução de artigos da Revue des Deux Mondes e manteve correspondência com alguns dos mais destacados intelectuais portugueses do seu tempo.
Ganhando reputação de intelectual de escol, autor de numerosas publicações, apesar de andar arredado da política activa, nas eleições gerais de Dezembro de 1852 foi eleito deputado pelo círculo de Évora para a 9.ª legislatura (1853-1856), tendo prestado juramento a 31 de Janeiro de 1853. No Parlamento fez parte das comissões de administração, agricultura e saúde pública, às quais somou mais tarde a da Fazenda. A sua actividade parlamentar centrou-se essencialmente na representação dos interesses do seu círculo, nomeadamente das Câmaras Municipais, apoiando, com independência o governo do Partido Regenerador então em funções.
Não conclui a legislatura, sendo obrigado a abandonar o cargo por ter sido nomeado secretário-geral do governador-geral do Estado da Índia, nomeação que comunicou ao plenário por carta de 21 de Janeiro de 1856. A nomeação destinava-se a acompanhar António César de Vasconcelos Correia, mais tarde 1.º conde de Torres Novas, que fora nomeado para o cargo. Permaneceria no cargo até 1870, reconduzido por sucessivas portarias, acompanhando os mandatos de Vasconcelos Correia e do seu substituto José Ferreira Pestana, até que pediu exoneração do cargo em 1870.
No exercício daquele cargo, instalou-se em Goa, onde permaneceria 22 anos. Conseguiu ganhar a confiança dos políticos da altura devido ao seu excelente trabalho no aperfeiçoamento dos serviços administrativos, da instrução pública e da educação popular, acumulando o cargo de Comissário dos Estudos da Índia. Também se interessou pelo progresso económico e industrial do Estado e pelas condições de vida do seu povo, nomeadamente pelas questões da língua, tendo sido um pioneiro no estudo da língua concani, até então em geral considerada como um mero dialecto.
Entre as missões que lhe foram confiadas contou-se o estabelecimento da circunscrição dos bispados católicos da Índia sob jurisdição do Padroado do Oriente, então redefinidos pela Concordata de 1857 pois para além das funções de secretário-geral, em 1862 foi nomeado pelo ministro Mendes Leal para o cargo de Comissário Régio no Oriente. Essas funções, e a questão das dioceses, levaram a que empreendesse várias viagens pelo subcontinente indiano e por outras regiões do Oriente, em resultado das quais elaborou um extenso trabalho de investigação descrevendo grande número de ruínas e monumentos relacionados com a presença dos portugueses naquela região da Terra.
Durante a sua estadia em Goa publicou diversos artigos e obras sobre a história de Goa, reorganizou o arquivo do Governo-Geral e tentou inculcar num grupo alargado de intelectuais goeses o gosto pela investigação histórica. Também se dedicou ao jornalismo, publicando artigo em defesa do que entendia serem os direitos de Portugal no Oriente face à hegemonia do Raj Britânico. Foi publicista, criando e editando em Nova Goa o periódico O Cronista de Tissuray. Manteve extensa colaboração em jornais goeses e portugueses, nomeadamente no Boletim Oficial, no Chronista do Tissuary e em outros periódicos, tendo-se dedicado também a prosseguir as investigações dos historiadores João de Barros e Diogo do Couto. 
Interessado em filologia, publicou em 1857 um Ensaio Histórico da Língua Concani e promoveu várias publicações dessa língua. Ao contrário de portugueses com mentalidade colonial e apenas interessados em implantar o português, ignorando ou desprezando as culturas nativas, Cunha Rivara acreditava que a língua portuguesa só podia ser mais bem difundida em Goa através das línguas vernáculas dos goeses, nomeadamente o concani e o marata, como meio da instrução pública. Logo após a sua chegada a Goa, Cunha Rivara transmitiu esta convicção na conferência inaugural da Escola Normal de Nova Goa (Panjim), em 1 de Outubro de 1856. O texto da sua conferência saiu publicado no Boletim do Governo, n.º 78.
Como contributo para história do pensamento português, publicou as Cartas de Luís António Verney e de António Pereira de Figueiredo aos padres da Congregação do Oratório de Goa. No entanto, o mais valioso dos seus trabalhos foi a elaboração do Arquivo Português-Oriental (1857-1876), onde transcreveu, por ordem cronológica, os documentos que encontrou no Oriente acerca do domínio português.
Terminadas as suas funções de secretário-geral, continuou a viver em Goa até 1877, ano em que voltou a Évora, onde se dedicou à publicação de artigos sobre história, com destaque para os assuntos relativos à presença portuguesa na Índia. Também se dedicou ao estudo da história do Alentejo, com destaque para a obra Memórias da Villa de Arrayolos, publicada postumamente, em três volumes, com organização, prefácio e notas de Francisco Martins Ramos, entre 1979 e 1991. Também publicou alguns textos sobre saúde pública.
Foi sócio correspondente da Academia das Ciências de Lisboa (1855), do Instituto Histórico e Geográfico do Brasil e da Real Sociedade Asiática. Foi um dos fundadores do Instituto Vasco da Gama. Foi condecorado com as comendas da Ordem de Nossa Senhora da Conceição de Vila Viçosa e da Ordem de Santiago da Espada. Foi galardoado com a Medalha Real de Mérito Científico, Literário e Artístico. Foi membro do Conselho de Sua Majestade.
Foi casado com Sabina Plácida da Silva, não deixando filhos. Faleceu aos 69 anos de idade, na freguesia de São Mamede, na cidade de Évora, na casa número 28 da Rua da Mouraria, sendo sepultado no Cemitério dos Remédios, na mesma cidade.